# Minotauria
Minotauria KULCZYNSKI, 1903 è un genere di ragni appartenente alla Famiglia Dysderidae dell'Ordine Araneae della Classe Arachnida.

## Etimologia
I primi esemplari di questo genere sono stati rinvenuti nell'aprile del 1900 dall'entomologo austriaco Carl Attems nel Labirinto di Gortyna, un'antica cava sotterranea sita nei pressi della città minoica di Gortyna. Data la località di ritrovamento, il nome fu attribuito in riferimento al mitologico Minotauro che vi avrebbe abitato.

## Caratteristiche
Sono ragni di dimensioni medio-grandi.

### Cheliceri e pedipalpi
Hanno i cheliceri provvisti di due denti prossimali anteriori e due leggermente disgiunti, posteriori. I pedipalpi sono a forma di fuso, provvisti di una congrua cavità che contiene l'embolo a struttura laminare.

### Zampe
Le coxae del II e IV paio di zampe hanno spine retrodorsali; le patelle delle zampe posteriori hanno spine pro- e retrodorsali; le tibie e i metatarsi delle zampe anteriori hanno spine ventrali.

### Epigino
L'epigino ha uno sclerite basale che si prolunga di lato con piccole lamine e nel cui centro è posta la spermateca provvista di alta cresta; posteriormente vi è una lamina a forma di imbuto alla quale è collegato un sacco membranoso.

## Distribuzione
Il genere è stato finora rinvenuto in alcune località della parte centro-orientale dell'isola di Creta.

## Tassonomia
Attualmente, a giugno 2010, si compone di due specie:
- Minotauria attemsi Kulczynski, 1903[4] - Creta
- Minotauria fagei Kratochvíl, 1970 - Creta

### Specie trasferite, inglobate, non più in uso
- Minotauria catholica Brignoli, 1984[5]
- Minotauria cretica Roewer, 1928[6]